# Aeroporto Industrial de Belo Horizonte
O Aeroporto Industrial de Belo Horizonte, inaugurado em março de 2014, é o primeiro aeroporto industrial do Brasil, com uma área de aproximadamente 50 mil metros quadrados, no município de Confins, em Minas Gerais. 
A construção foi realizada pelo Governo do Estado de Minas Gerais em convênio com a Empresa Brasileira de Infraestrutura Aeroportuária (Infraero).